# Min klub først
"Min Klub Først" er en sang af Rosa Lux, Alberte og Josephine Winding. Sangen udkom først på Albertes album Fjerde Til Venstre i marts 2011. Efterfølgende udkom den på Rosa Lux album Monsters fra maj 2012.
Sangen var ugens uundgåelige på P3 i april 2011.
Ideen til sangen kom efter en diskussion en nat i en bar mellem Alberte og Rosa Lux om, hvornår man er for gammel til at gå i byen. Rosa Lux skrev melodien samme nat, og Alberte arbejdede videre på teksten i de følgende dage. Efterfølgende blev og så Albertes datter Josephine Winding inddraget.